# Przemysław Kwiek
Przemysław Kwiek (ur. 2 lutego 1945 w Warszawie, zm. 28 listopada 2024 w Łomiankach) – polski artysta awangardowy: rzeźbiarz i malarz, autor instalacji, filmów, interwencji, performer i akcjoner.

## Życiorys
W latach 1963–1970 studiował na wydziale rzeźby Akademii Sztuk Pięknych w Warszawie pod kierunkiem prof. Oskara Hansena oraz prof. Jerzego Jarnuszkiewicza, u którego uzyskał dyplom. W latach 1970–1988 pracował wspólnie z Zofią Kulik, tworząc duet artystyczny KwieKulik, od 1987 pracował indywidualnie. Z jego inicjatywy w 1988 powstało Stowarzyszenie Artystów Sztuk Innych (SASI).
W swojej sztuce manifestował duże znaczenie do bezpośredniego reagowania i interweniowania (np. w formie listów, protestów, akcji) na wynaturzenia zaobserwowane w życiu społecznym. Określa się go klasykiem neoawangardy.

## Nagrody
- Druga nagroda na Biennale Malarstwa w Bielsku (2005)[7]